# انتقال الحرارة

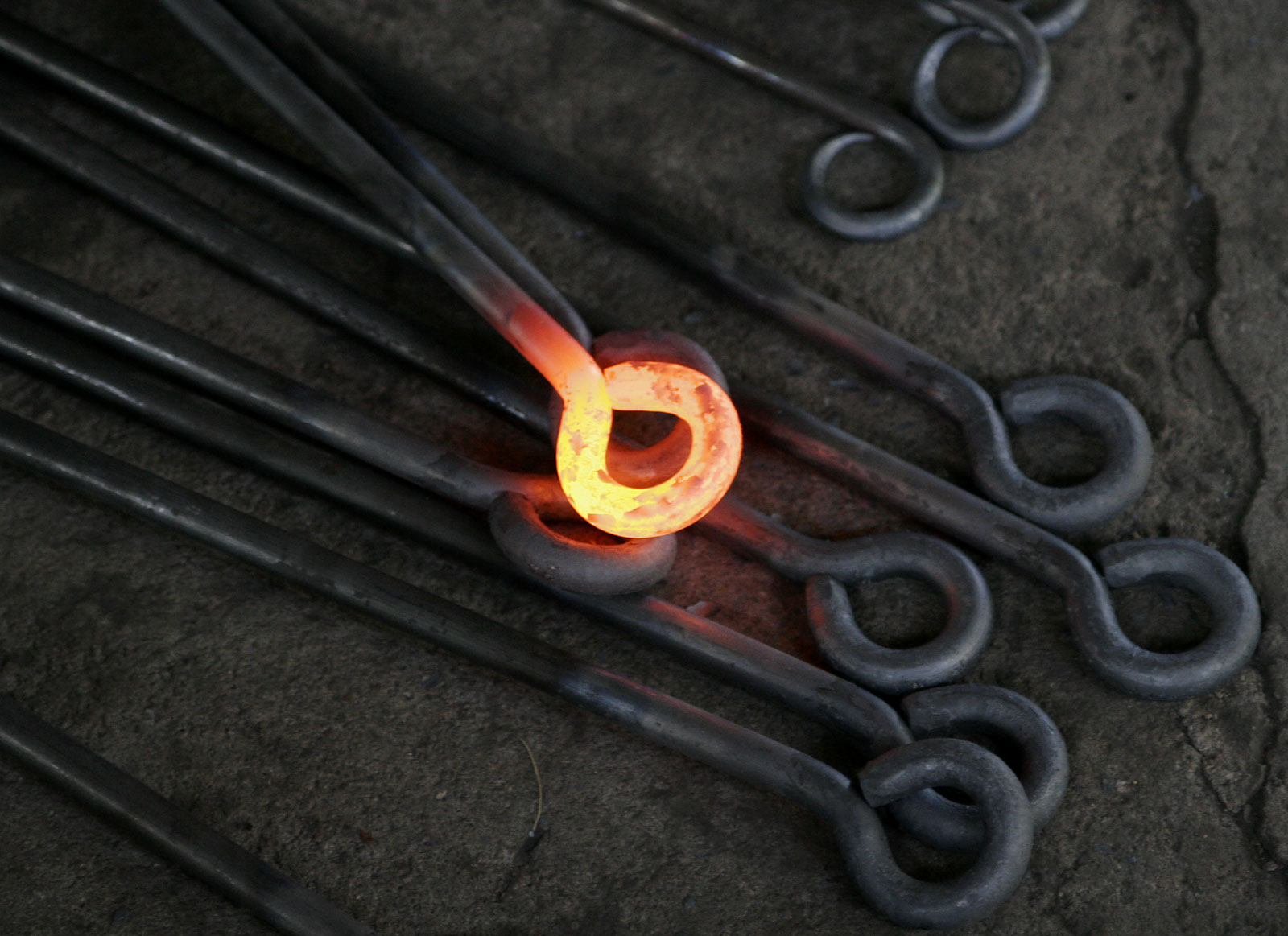

انتقال الحرارة هو فرع من الهندسة الحرارية يهتم بتوليد الطاقة الحرارية (الحرارة أو كمية الحرارة) واستخدامها وتحويلها وتبادلها بين المنظومات الفيزيائية. يصنف انتقال الحرارة إلى آليات مختلفة مثل التوصيل الحراري، والحمل الحراري، والإشعاع الحراري، وانتقال الطاقة بالتحولات الطورية. يدرس المهندسون أيضًا انتقال الكتلة مختلفة الصنف الكيميائي، سواءً ساخنة أو باردة، لتحقيق انتقال الحرارة. في حين تتمتع هذه الآليات بمزايا مختلفة، فإنها غالبًا ما تحدث بشكل متزامن في نفس المنظومة.
توصيل الحرارة، ويسمى أيضًا الانتشار الحراري، هو التبادل الميكروسكوبي المباشر للطاقة الحركية للجزيئات عبر حدود المنظومتين. حين يمتلك شيء ما درجة حرارة مختلفة عن جسم آخر أو عن محيطه، تتدفق الحرارة حتى يصل الجسم ومحيطه إلى نفس درجة الحرارة، فيما يدعى بالتوازن الحراري. يحدث انتقال الحرارة العفوي (الطبيعي) هذا دائمًا من منطقة ذات درجة حرارة مرتفعة إلى منطقة أخرى منخفضة درجة الحرارة، كما يصف قانون الديناميكا الحراري الثاني.
يحدث انتقال الحرارة بالحمل عندما يحمل تيار جارٍ من المائع (سائل أو غاز) المتدفق الحرارة مع تدفق المادة في المائع. قد يكون تدفق المائع مدفوعًا بعمليات خارجية، أو في بعض الحالات (في الحقول الثقالية) بواسطة قوى الطفو التي يسببها تمديد الطاقة الحرارية للمائع (كما في أعمدة الدخان)، مؤثرةً بذلك على انتقالها نفسها -أي الطاقة الحرارية-. غالبًا ما تدعى العملية الأخيرة «الحمل الطبيعي». كل العمليات الحملية تحرك الحرارة جزئيًّا بالانتشار (التوصيل) أيضًا. شكل آخر من الحمل هو الحمل القسري. في هذه الحالة يجبر المائع على الجريان باستخدام مضخة، أو مروحة، أو وسيلة ميكانيكية أخرى.
يحدث الإشعاع الحراري عبر الخلاء أو أي وسط شفاف (صلب أو سائل أو غاز). وهو انتقال الطاقة عن طريق الفوتونات في الموجات الكهرطيسية والمحكوم بنفس القوانين.

## لمحة عامة
تعرف الحرارة في الفيزياء على أنها انتقال الطاقة الحرارية عبر حدود معرفة تمامًا في أرجاء منظومة ترموديناميكية. الطاقة الترموديناميكية الحرة هي كمية العمل الذي يمكن أن يؤديه نظام ترموديناميكي ما. الإنتالبي (المحتوى الحراري) هو القدرة الترموديناميكية الكامنة، يشار إليها بالحرف H، والتي هي مجموع الطاقة الداخلية للنظام U زائد جداء الضغط P بالحجم V. الجول هي واحدة لقياس كمية الطاقة، أو العمل، أو كمية الحرارة.
يُعد انتقال الحرارة تابعًا للعملية (أو تابعًا للمسار)، للتمييز بينه وبين تابع الحالة؛ لذا، تعتمد كمية الحرارة المنتقلة في عملية ترموديناميكية تغير حالة نظام ما على كيفية حدوث تلك العملية، وليس الفرق الصافي بين الحالتين النهائية والبدائية للعملية فحسب.
يُحسب انتقال الحرارة الميكانيكي والترموديناميكي بمعامل انتقال الحرارة، وهو مقدار التناسب بين التدفق الحراري والقوة الترموديناميكية التي تقود جريان تيار الحرارة. التدفق الحراري تمثيل كمي شعاعي لجريان الحرارة عبر سطح ما.
يعتبر مصطلح الحرارة، في السياق الهندسي، مكافئًا للطاقة الحرارية. لهذا الاصطلاح جذوره التاريخية في التفسير التاريخي للحرارة على أنها مائع (كالوريّ) يمكن انتقاله لأسباب متنوعة، وهذا يشيع أيضًا في استخدام العوام وفي الحياة اليومية.
تتشابه معادلات الانتقال الخاصة بالطاقة الحرارية (قانون فورييه)، مع انتقال العزم الميكانيكي (قوانين نيوتن للموائع)، وانتقال الكتلة (قوانين فيك للانتشار)، وقد طُورت تشابيه بين هذه العمليات الثلاث لتسهيل توقع التحول من إحداها إلى أخرى.
تهتم الهندسة الحرارية بتوليد، واستخدام، وتحويل، وتبادل انتقال الحرارة. وهكذا، يدخل انتقال الحرارة في كل قطاعات الاقتصاد تقريبًا. يصنف انتقال الحرارة إلى آليات متعددة، كالتوصيل الحراري، والحمل الحراري، والإشعاع الحراري، وانتقال الطاقة بالتغيرات الطورية.

## آليات انتقال الحرارة
الأوضاع الرئيسية لانتقال الحرارة هي:
النقل
النقل هو آلية انتقال مائع من مكان إلى آخر، وهو يتعلق بحركة وعزم هذا المائع.
التوصيل أو الانتشار
انتقال الحرارة بين الأجسام المتلامسة ماديًّا. التوصيل الحراري هو خاصية المادة المتعلقة بتوصيلها للحرارة ويقاس بشكل أساسي من خلال قانون فورييه للتوصيل الحراري.
الحمل
انتقال الطاقة بين جسم والوسط المحيط به، بسبب حركة المائع. تعد درجة الحرارة الوسطية مرجعًا لقياس الخواص المتعلقة بانتقال الحرارة بالحمل.
الإشعاع
انتقال الطاقة بانبعاث الإشعاع الكهرطيسي.

### النقل
بنقل المادة، تتحرك الطاقة -بما فيها الطاقة الحرارية- عبر الانتقال الفيزيائي لجسم حار أو ساخن من مكان إلى آخر. يمكن لهذا أن يكون ببساطة وضع ماء ساخن في قارورة وتسخين سرير، أو حركة جبل جليدي في تيارات المحيط المتغيرة. تتمثل الأمثلة العملية لذلك في الهيدروليك الحراري. يمكن وصف هذا بالمعادلة:
{\displaystyle \phi _{q}=v\rho c_{p}\Delta T}
حيث:
- {\displaystyle \phi _{q}} التدفق الحراري لواحدة السطح (واط/م²)،
- {\displaystyle \rho } الكثافة (كغ/م³)،
- {\displaystyle c_{p}} السعة الحرارية عند ضغط ثابت (J/kg·K)،
- {\displaystyle \Delta T} فرق درجات الحرارة (K)،
- {\displaystyle v} السرعة (م/ثا).

### التوصيل
يحدث التوصيل الحراري، على المستوى الميكروسكوبي، حين تتفاعل الذرات والجزيئات الساخنة، المتحركة أو المهتزة بسرعة، مع الذرات والجزيئات المجاورة لها، ناقلةً بعض طاقتها (حرارتها) إلى هذه الجسيمات المجاورة. بكلمات أخرى، تنتقل الحرارة بالتوصيل عند اهتزاز الذرات المتجاورة على بعضها البعض، أو عندما تتحرك الإلكترونات من ذرة إلى أخرى. التوصيل أكثر سبل انتقال الحرارة تأثيرًا في وسط صلب أو بين الأجسام الصلبة المتلامسة حراريًّا. الموائع -وخاصة الغازات- أقل موصليةً حراريةً. تعبر الموصلية الحرارية عند التماس الحراري عن دراسة التوصيل الحراري بين الأجسام الصلبة المتلامسة. تدعى عملية انتقال الحرارة من مكان إلى آخر دون حركة الجسيمات التوصيل، كما في حالة وضع يد على كأس ماء بارد؛ إذ تنتقل الحرارة بالتوصيل من الجلد الدافئ إلى الكأس البارد، لكن إذا أُبقيت اليد على بعد بضع إنشات من الكأس لن يحدث إلا القليل من التوصيل لأن الهواء ناقل رديء للحرارة. التوصيل الحراري في الحالة المستقرة نموذج مثالي للتوصيل يحدث عندما يكون فرق درجات الحرارة المؤدي إلى التوصيل الحراري ثابتًا، بحيث لا يزداد تغير التوزع المكاني لدرجات الحرارة في الجسم الواصل بعد مرور زمن (حسب قانون فورييه). تتساوى كمية الحرارة الداخلة مع الخارجة من مقطع ما في الحالة المستقرة للتوصيل الحراري؛ بما أن تغير درجات الحرارة (وهي مقياس للطاقة الحرارية) معدوم. يشكل تدفق الحرارة عبر جدران منزل دافئ في ليلة باردة مثالًا على التوصيل الحراري المستقر -يحافَظ على درجات حرارة عالية داخل المنزل، في حين تبقى درجة الحرارة الخارجية منخفضة، فيبقى الانتقال الحراري في واحدة الزمن قريبًا من معدل ثابت يحدد قيمته العزل في الجدار، ويكون التوزع المكاني لدرجات الحرارة في الجدران ثابتًا تقريبًا عبر الزمن.
يحدث التوصيل غير المستقر (الانتقالي) عندما تتغير درجة الحرارة داخل جسم ما كتابع للزمن. تحليل الأنظمة غير المستقرة أكثر تعقيدًا، ولا يصلح استخدام الحلول التحليلية لمعادلة الحرارة إلا في أنظمة النموذج المثالي. تُبحث التطبيقات العملية بشكل عام باستخدام طرائق عددية، وتقنيات تقريب، أو من خلال البحث التجريبي.

### الحمل
وذلك أن يحمل المائع الحرارة من مكان إلى مكان آخر، وينقسم إلى قسمين
1. حمل طبيعي (بالإنجليزية: Natural Convection)‏: وهو ما يحدث دون تدخل الإنسان. مثل: حمل الهواء للحرارة من المكان الحار إلى المكان البارد أثناء تحركه بسبب فرق الكثافة، فإن الغازات الساخنة تقل كثافتها وبالتالي ترتفع إلى أعلى ويحل محلها غازات باردة.
2. حمل جبري أو قسري (بالإنجليزية: Forced Convection)‏: حيث تتحرك دقائق المائع الناقل للحرارة حركة قسرية كأن تحركها تيارات قسرية تولدها أجهزة صناعية تعمل على إيجاد فرق في الضغط بين منطقتين في المائع. تعمل حركة المائع القسرية على نقل الحرارة أينما ذهبت كما في النوع الأول، ولكن بطبيعة قسرية. مثل: مروحة التبريد داخل الحاسوب التي تحرك الهواء الساخن إلى خارجه ليحل محله هواء بارد.

قد يكون تدفق المائع مدفوعًا بعمليات خارجية، أو في بعض الحالات (في الحقول الثقالية) بواسطة قوى الطفو التي يسببها تمديد الطاقة الحرارية للمائع (كما في أعمدة الدخان)، مؤثرةً بذلك على انتقالها نفسها -أي الطاقة الحرارية-. غالبًا ما تدعى العملية الأخيرة «الحمل الطبيعي». كل العمليات الحملية تحرك الحرارة جزئيًّا بالانتشار (التوصيل) أيضًا. شكل آخر من الحمل هو الحمل القسري. في هذه الحالة يجبر المائع على الجريان باستخدام مضخة، أو مروحة، أو وسيلة ميكانيكية أخرى. هو العملية التي تنتقل فيها الحرارة عبر مائع كالهواء.
انتقال الحرارة بالحمل، أو الحمل، هو انتقال الحرارة من مكان إلى آخر عبر حركة الموائع، وهي عملية تمثل بالأساس انتقال الحرارة عبر انتقال الكتلة. يحسن جريان المائع انتقال الحرارة في العديد من الحالات الفيزيائية، على سبيل المثال، بين سطح صلب والمائع. عادةً ما يكون الحمل الشكل المسيطر على انتقال الحرارة في السوائل والغازات. مع أنه يناقش أحيانًا على أنه شكل ثالث من انتقال الحرارة، يستخدم الحمل الحراري عادةً لوصف الأثر المشترك لتوصيل الحرارة ضمن المائع (الانتشار) وانتقال الحرارة بتدفق مسارات جريان المائع. تُعرف عملية الحركة الانتقالية عبر تيارات المائع باسم النقل، لكن النقل الصافي مصطلح يرتبط عادةً بانتقال الكتلة فقط في الموائع، كانتقال البحص في نهر. في حالة انتقال الحرارة في الموائع، حيث يترافق الانتقال بالنقل في المائع دائمًا مع الانتقال بالانتشار الحراري (يعرف أيضًا باسم التوصيل الحراري)، يفهم من عملية الحمل الحراري أنها تشير إلى مجموع انتقال الحرارة بالنقل والانتشار/ التوصيل.
يحدث الحمل الحر أو الطبيعي عندما تنتج حركات جريان المائع (التيارات والمسارات) عن قوى الطفو الناتجة عن تغيرات الكثافة التي تنشأ بدورها عن تغيرات درجة الحرارة في المائع. الحمل القسري مصطلح يستخدم عندما تكون المسارات والتيارات في المائع محرضة بوسائط خارجية -كالمراوح وأدوات التحريك والمضخات- منشئةً تيار حمل محرضًا بشكل صناعي.

#### التبريد بالحمل
يوصف التبريد الحملي أحيانًا بأنه قانون نيوتن للتبريد:
نسبة الضياع الحراري لجسم تتناسب طردًا مع فرق درجات الحرارة بين الجسم ومحيطه.
لكن، بالتعريف، تتطلب قابلية تطبيق قانون نيوتن للتبريد أن تكون نسبة الضياع (أو الفقد) الحراري بالحمل تابعًا خطيًّا لفرق درجات الحرارة («متناسبًا طرديًّا مع فرق درجات الحرارة») الذي يقود انتقال الحرارة، وأحيانًا لا تكون هذه هي الحالة في التبريد بالحمل. بشكل عام، لا يعتمد الحمل خطيًّا على التدرجات الحرارية، وفي بعض الحالات يكون غير خطي بشكل كبير. في هذه الحالات، لا يمكن تطبيق قانون نيوتن.

### انتقال الحرارة بالتوصيل
لنتصور قضيباً مساحة مقطعه {\displaystyle A}، ودرجات الحرارة عند طرفيه هي {\displaystyle T1}، {\displaystyle T2} وقد وجد أن:
{\displaystyle Q/T=q'~A*(T1-T2)/L}
أو
{\displaystyle q=KdT/dX}
حيث {\displaystyle q={\frac {q'}{A}}}
من هنا يمكن تعريف معامل التوصيل {\displaystyle K} بأنه كمية الحرارة التي تنتقل عبر وحدة المساحات في وحدة الزمن إذا كان فارق درجات الحرارة الوحدة وطول القضيب الوحدة، وواضح أن وحدات {\displaystyle K} هي وات /مترمربع.كلفن

### انتقال الحرارة بالإشعاع
والمقصود به انتقال الحرارة عن طريق الإشعاعات مثل الأشعة فوق البنفسجية أو أشعة الليزر التي تحمل قدرًا كبيرًا من الحرارة. جميع أنواع الموجات الكهرومغناطيسية لها طاقة حرارية مختلفة تعتمد على التردد ، من ضمنها الأشعة تحت الحمراء التي يمكننا بتصويرها معرفة تسرب الحرارة من البيوت في البلاد الباردة، ومعرفة مدى ممانعة الجدران والنوافذ لتسرب الحرارة إلى الخارج.
- تقاس كمية الحرارة دائما بالجول.
- وتقاس درجة الحرارة ب درجة مئوية أو درجة فهرنهايت أو كلفن.